# Louis Gohier
Louis Gohier (Semblançay, 27 de fevereiro de 1746 - Eaubonne, 29 de maio de 1830) foi um diplomata e político francês notório durante a Revolução Francesa. 

## Vida
Louis-Jérôme Gohier nasceu em Seblançay, no departamento de Indre-et-Loire, na França. Filho de um notário, exerceu advocacia em Rennes. Em 1789, foi um dos deputados do tiers état (Terceiro Estado, representando os "plebeus") eleito para representar a cidade nos Estados-gerais. Na Assembleia Legislativa, representou Ille-et-Vilaine, tendo um papel de destaque nas deliberações. Ele protestou contra a exigência de um novo juramento dos padres (22 de novembro de 1791), e exigiu o sequestro dos bens dos emigrantes (7 de fevereiro de 1792).

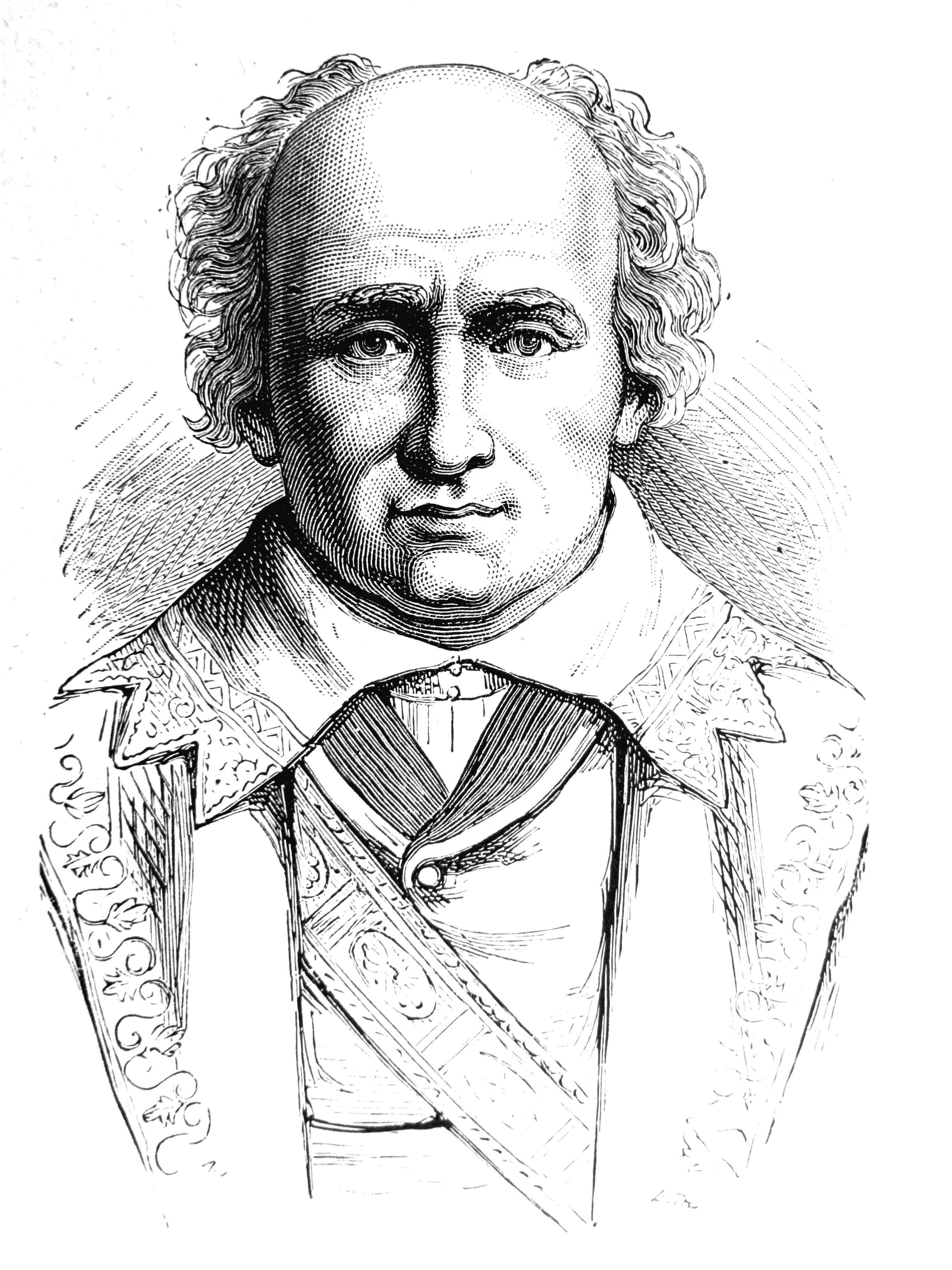
Gohier, membro do Diretório (1799).

Gohier foi Ministro da Justiça de março de 1793 a abril de 1794, supervisionando a prisão dos girondinos e membro do Conselho dos Quinhentos. Ele sucedeu a Jean-Baptiste Treilhard no Diretório Francês (junho de 1799), onde representou a visão republicana diante da crescente oposição monarquista.

## A interação de Gohier com Bonaparte
Quando Bonaparte voltou subitamente da campanha egípcia em outubro de 1799, ele tentou repetidamente conquistar Gohier, então presidente do Diretório, para seus projetos políticos. Após o golpe de Estado de Bonaparte em 18 de Brumário (9 de novembro de 1799), Gohier recusou-se a renunciar ao cargo e buscou uma audiência com Bonaparte no Palácio das Tulherias, na tentativa de salvar a República. Ele foi preso e escoltado para o Palácio de Luxemburgo. Ao ser solto, dois dias depois, retirou-se para sua propriedade em Eaubonne.
Em 1802, Napoleão Bonaparte fez Gohier cônsul-geral em Amsterdã (na República Batava), e na união do Reino da Holanda com o Império Francês, foi-lhe oferecido um cargo semelhante nos Estados Unidos. No entanto, a saúde de Gohier não permitiu que ele assumisse esse novo cargo. Ele sofria de doenças por mais de 20 anos, antes de morrer em Eaubonne (16 quilômetros ao norte de Paris). Sua esposa, que havia sido amiga íntima de Joséphine de Beauharnais, faleceu em 1825 e, após sua morte, Gohier deixou sua riqueza e sobrenome para Mélanie d'Hervilly Hahnemann.
Louis-Jérôme Gohier está enterrado ao lado de sua esposa no cemitério Père Lachaise.

## Trabalhos
- Mémoires d'un vétéran irréprochable de la Révolution (1824)
- Um relatório sobre os papéis da lista civil preparatória para o julgamento do rei Luís XVI, impresso em Le Procès de Louis XVI (Paris), etc., enquanto outros relatórios são apresentados no Le Moniteur Universel.